# The Spin
The Spin (1989) est le septième album studio du groupe de jazz Yellowjackets, leur quatrième et dernière parution pour l'étiquette de MCA. L'album, considéré comme l'un des plus aboutis, a été nommé  pour la "Meilleure Performance de jazz fusion" lors des récompenses de Grammy. Enregistré aux Rainbow Studios à Oslo en Norvège, il démontre un son plus acoustique que les productions précédentes du groupe, entraînant de fait une utilisation moindre des synthétiseurs. C'est aussi le dernier album avec le saxophoniste Marc Russo comme membre de la bande, dont l'empreinte sonore laissa une trace indélébile dans l'histoire de ce comité fortement réputé. De nombreuses compositions de ce disque resteront comme majeures dans la biographie du groupe. 

## Analyse de l'album
Marquant assez clairement un changement de direction dans l'évolution du groupe, plutôt habitué jusque-là à de superbes productions jazz-pop, cet album prend un virage sophistiqué avec une conception plus acoustique et jazzy. Les musiciens avertis ne peuvent probablement pas s'ennuyer en écoutant les solos surprenants qui parsèment les différents titres, va-et-vient incessants entre les claviers de Russel Ferrante, à l'origine de la grande majorité des compositions, et l'incroyable technicité de Marc Russo au saxophone. Le premier titre "Geraldine", pépite mélodieuse et atmosphérique, est un modèle du genre. La rythmique, toujours calibrée avec excellence par le bassiste Jimmy Haslip donne lieu à des solos de basse, une introduction planante dans "Storytellers" et un solo à couper le souffle dans "Dark horses". Point d'ancrage déterminant dans le style du groupe et le son de l'album, la batterie de William Kennedy, d'une finesse absolue et dont la précision technique se distingue par la clarté des cymbales dont l'utilisation est prédominante. La ponctuation est juste et très personnelle, dans une discussion musicale recherchée entre Ferrante qui porte le piano au sommet de son art, et Marc Russo dont le son du saxophone est reconnaissable, même avec les années qui passent. Un soin particulier est porté à chacune des introductions. 

### Légèreté et virtuosité technique
En laissant Marc Russo porter les mélodies, Ferrante est libre de poursuivre un dialogue plus discursif, notamment sur "Enigma". Les Yellowjackets ont réalisé un album qui doit encore faire réfléchir de nombreux spécialistes et observateurs, qui devraient pourtant s'accorder à dire qu'il y a dans cet opus des merveilles techniques et des compositions magnifiques. Le groupe révèle ici une incroyable complémentarité, une entente effleurée continuellement par une évidente subtilité. Car il y a beaucoup de finesse et de recherche dans le travail de Yellowjackets, faisant de The Spin un album de nuances et d'obstination à créer et résoudre des problèmes musicaux, qui donnent aux auditeurs le plaisir de penser en redécouvrant à chaque fois le même plaisir. Au moins à cette occasion, Yellowjackets montre que le jazz léger ne doit pas être un plaisir coupable. 

### Une réussite artistique marquante
À bien des égards l'album The Spin est considéré par les plus fidèles admirateurs du groupe comme le plus réussi de la longue carrière des Yellowjackets, qui jouent depuis plus de trente-six ans. Pas sûr qu'ils aient fait mieux. Notons enfin un point important qui permet à cet enregistrement de se détacher, cette session a été enregistrée dans des Rainbow Studios d'Oslo, réalisée par Jan Erik Kongshaug. Tous les ingrédients d'un album type ECM enregistré par Manfred Eicher. La qualité de l'enregistrement est ici la meilleure de toute la période.  

## Titres
- "Geraldine" (Ferrante) – 6:00
- "The Spin" (Ferrante, Haslip, Russo, Kennedy) – 4:22
- "Storytellers" (Ferrante) – 6:10
- "Prayer for El Salvador" (Ferrante) – 5:29
- "Whistle While You Walk" (Ferrante) – 4:47
- "Enigma" (Ferrante, Haslip) – 4:23
- "Dark Horses" (Haslip, Ferrante, Barry Coates) – 4:33
- "Blues for Nikki" (Russo) – 3:56
- Medley: "A Flower Is A Lovesome Thing" (Billy Strayhorn) / "Hallucinations" (Earl Bud Powell) – 3:58 (uniquement sur l'édition CD)

## Musiciens
- Russell Ferrante : claviers
- Jimmy Haslip : basse
- Marc Russo : saxophone
- Bill Kennedy : batterie et percussions

## Production
- Yellowjackets - producers
- Alex Acuna - arrangements des percussions
- Jan Erik Kongshaug - recording engineer
- Stephen Marcussen - mastering engineer
- Gary Borman - artist management
- Jeff Lancaster, Dick Bouchard (L-Shape Ltd.) - design direction
- Robin Ghelerter - illustration
- Jim Bengston - photography
- Recorded at: Rainbow Studios, Oslo, Norway
- Mastered at: Precision Lacquer, Los Angeles, CA, USA